# (20497) Mařenka
20497 Marenka (1999 RS) – planetoida z pasa głównego asteroid okrążająca Słońce w ciągu 5,65 lat w średniej odległości 3,17 j.a. Odkryta 4 września 1999 roku.